# Bích Giang
Bích Giang (chữ Hán giản thể: 碧江区, bính âm: Bìjiāng Qū âm Hán Việt: Bích Giang khu) là một khu thuộc địa cấp thị Đồng Nhân, tỉnh Quý Châu, Cộng hòa Nhân dân Trung Hoa. Khu này có diện tích 1.008,96 ki-lô-mét vuông, dân số năm 2018 là 336.100 người. Mã số bưu chính của khu Bích Giang là 554300. Mã vùng điện thoại là 0856.

## Lịch sử
Thời nhà Tùy lập huyện Tĩnh Nhân, thời đầu nhà Đường thuộc Thần Châu, sau nhập vào huyện Vạn An, năm Thiên Bảo đổi thành huyện Thường Phong. Thời nhà Nguyên thành lập Đồng Nhân đại tiểu trưởng quan ti. Thời Vĩnh Lạc nhà Minh đặt vào phủ Đồng Nhân. Năm Vạn Lịch đổi Trưởng Quan Ti thành huyện Đồng Nhân. Năm 1913, huyện Đồng Nhân đổi tên thành huyện Giang Khẩu, còn phủ Đồng Nhân đổi thành huyện Đồng Nhân. Năm 1987 huyện Đồng Nhân trở thành huyện cấp thị (thành phố cấp huyện) Đồng Nhân. Năm 2011, huyện cấp thị Đồng Nhân (trừ trấn Trà Điếm và 2 hương Ngư Đường và Đại Bình chuyển cho khu Vạn Sơn) được chuyển thành quận (khu) Bích Giang trực thuộc địa cấp thị Đồng Nhân.